# Diparopsis
Diparopsis là một chi bướm đêm thuộc họ Noctuidae.